# Parafia św. Izydora w Gródkach
Parafia św. Izydora w Gródkach – parafia Kościoła Polskokatolickiego w RP, położona w dekanacie żółkiewskim diecezji warszawskiej. 

## Historia
Parafia św. Izydora w Gródkach została założona w 1928. Przyczyną powstania był konflikt lokalnej społeczności z proboszczem rzymskokatolickim o wysokość opłat kościelnych. 
Obecny budynek kościelny został uroczyście poświęcony 15 lipca 1979 przez biskupów starokatolickich biorących udział w Międzynarodowej Konferencji Biskupów Starokatolickich w Krakowie. Wśród przybył gości znaleźli się abp Marinus Kok z Kościoła Starokatolickiego w Holandii, bp Leon Gauthier z Kościoła Chrześcijańskokatolickiego w Szwajcarii, bp Franciszek Rowiński i bp Józef Niemiński z Polskiego Narodowego Kościoła Katolickiego, bp Maksymilian Rode oraz bp Tadeusz Majewski, obydwaj z Kościoła Polskokatolickiego. Ówcześnie urząd proboszcza tej parafii piastował ks. Jerzy Białas.